# Wacław Aleksander Maciejowski

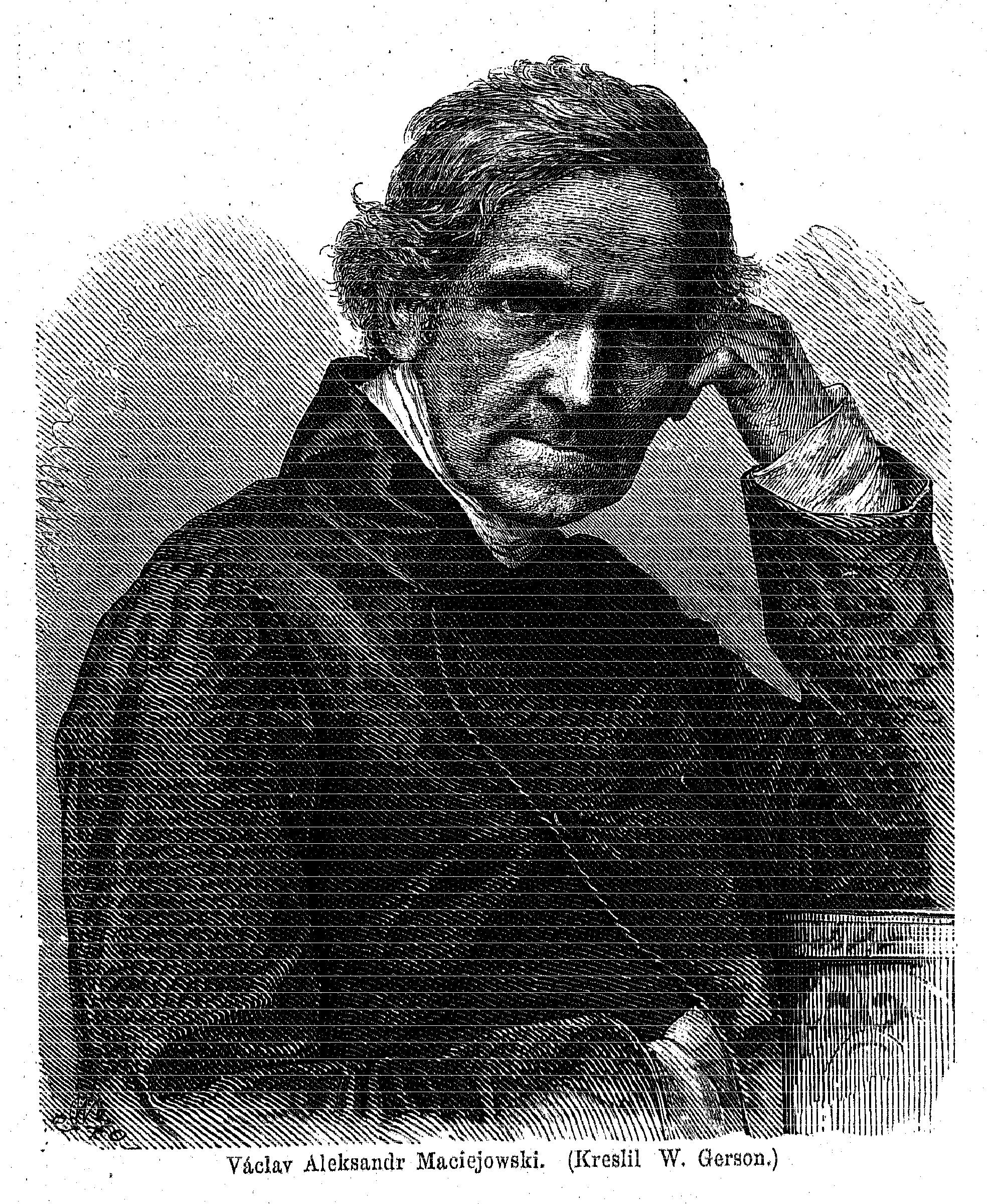
Wacław Aleksander Maciejowski.

Wacław Aleksander Maciejowski, född 10 september 1793 i Cierlicko, död 10 februari 1883 i Warszawa, var en polsk historiker. 
Maciejowski studerade i Kraków, Breslau, Berlin och Göttingen samt utgav 1818 De vita et constitutionibus M. Traiani Decii. Efter sin återkomst från utlandet blev han först professor i romersk litteraturhistoria vid lyceet i Warszawa, senare professor i romersk rätt vid universitetet. Under tiden utgav han en lärobok i romersk rätt (på latin; 1820–25). 
Genom Jan Wincenty Bandtkie fördes Maciejowski emellertid in på studiet av den slaviska rätten. När universitetet i Warszawa 1831 stängdes, förlorade han sin plats, och efter den tiden ägnade han sig uteslutande åt rättens, sedernas och litteraturens historia. Först utkom den slaviska rättens historia, Historya prawodawstw slowiańskich (fyra band, 1832–35; ny upplaga i sex band 1856–65; översatt till tyska, ryska och, delvis, till serbiska). Som ett kritiskt supplement till detta arbete tjänar Dutkiewicz, Spostrzeženia nad historia prawodawstw slów (1870). Till rättshistorien ansluter sig hans historiska anteckningar: Pamiętniki o dziejach, piśmiennictwie i prawodawstwie Slowian (två band, 1839), vars första del föranledde en långvarig litterär strid om den av Maciejowski påstådda tillvaron av slavisk gudstjänst i Polen i äldsta tider. 
Viktigt för sedernas historia är Polska až do pierwszej polowy w XVII wieku pod względem obyczajów (fyra band). Ej mindre berömd än rättshistorien, i synnerhet för sin sakrikedom och objektivitet, är Maciejowskis litteraturhistoria, Pismiennictwo Polskie od najdawniejszych czasów až do r. 1830 (tre band, 1851–52; räcker blott till 1650). Hans senare arbeten är av mindre betydenhet. Han var den siste representanten för Joachim Lelewels gamla historiska skola.